# Heligmosomoides polygyrus

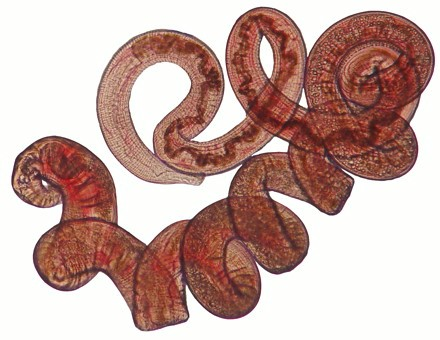
Verme fêmea adulta de Heligmosomoides polygyrus.

Heligmosomoides polygyrus, anteriormente denominada Nematospiroides dubius, é uma lombriga intestinal de ocorrência natural em roedores. Pertence à superfamília Trychostrongylidae, família Heligmosomidae, e os vermes machos e fêmeas são morfologicamente distinguíveis. O parasita tem um ciclo de vida direto, sendo sua forma larval o estágio infeccioso. O H. polygyrus tem a capacidade de estabelecer infecções crônicas em roedores e alterar as respostas imunológicas do hospedeiro. Esse nematoide é amplamente utilizado como modelo parasitário gastrointestinal em estudos imunológicos, farmacológicos e toxicológicos.

## Ciclo de vida e morfologia
Esse parasita tem um ciclo de vida direto, sem hospedeiros intermediários. O ciclo de vida leva cerca de 13 a 15 dias para ser concluído. Os camundongos infectados excretam fezes contendo ovos com tamanhos que variam entre 70 e 84 micrômetros (μm) de comprimento e 37 e 53 μm de largura. Os ovos são eliminados do hospedeiro no estágio de 8 a 16 células e eclodem no ambiente cerca de 24 horas depois de passar pelo hospedeiro. As larvas L1 emergem do ovo medindo de 300 a 600 μm de comprimento e são incapazes de se locomover. Três estruturas semelhantes a lábios podem ser vistas ao redor de uma boca rudimentar. As larvas L1 se transformam em larvas L2 após 2 a 3 dias; em seguida, começam a se alimentar de bactérias no ambiente. A cutícula do estágio L1 se solta de ambas as extremidades das larvas, mas permanece frouxamente associada às larvas L2, tornando-se uma bainha externa até a infecção. Depois de 3 dias, a L2 se transforma parcialmente em L3 revestida, o estágio infeccioso que não se alimenta mas possui mobilidade. Os estágios larvais infecciosos medem de 480 a 563 μm de comprimento.
Os camundongos ingerem o estágio L3 do parasita e, após 18 horas, a L3 sem revestimento protetor aparece no lúmen intestinal. A bainha da L1 é eliminada após a ingestão e, nesse momento, as larvas encurtam um pouco e medem de 376 a 540 μm de comprimento. Após 24 horas da ingestão, as larvas invadem a camada mucosa do intestino. Cerca de 4 dias após a ingestão, a L3 muda para a L4 na submucosa do intestino. Seis dias após a ingestão, elas se encistam na camada muscular do intestino e começam a se transformar em parasitas adultos. No 14º dia, os vermes adultos machos e fêmeas entram em contato no lúmen do intestino, acasalam-se e produzem ovos que são eliminados nas fezes, dando continuidade ao ciclo de vida.
Os machos adultos são bem enrolados e geralmente medem de 8 a 10 mm de comprimento. As fêmeas também são bem enroladas, mas são maiores, medindo de 18 a 21 mm de comprimento. Os adultos são caracterizados por uma pigmentação vermelha escura, enquanto as formas larvais de vida livre são, em sua maioria, translúcidas.

## Epidemiologia
Em infecções naturais, H. polygyrus é encontrado de forma quase onipresente em populações de ratos do campo (Apodemus sylvaticus [en]). Em um estudo de populações de ratos do campo em Oxfordshire, Inglaterra, 70% de todos os ratos amostrados eram portadores de infecção por H. polygyrus, com uma carga média de infecção de cerca de 12 vermes por indivíduo. A intensidade da infecção natural apresenta alta variabilidade em ratos do campo, variando de nenhum a 244 vermes adultos por indivíduo. Os ratos machos e fêmeas apresentam cargas parasitárias iguais. A ocorrência do parasita parece se correlacionar positivamente com o peso e a idade do rato, mostrando um aumento na prevalência em ratos mais velhos e mais pesados. A infecção também foi regulada sazonalmente na população de ratos do campo, com a maior prevalência de infecção/intensidade de carga de vermes ocorrendo no início da primavera e atingindo seus valores mais baixos no final do verão/início do outono. Isso está inversamente correlacionado com os comportamentos típicos de reprodução do rato do campo, em que a população atinge o pico no final do verão ou no início do outono, e seu nível mais baixo no início da primavera. A maior parte da pesquisa sobre o H. polygyrus foi realizada no rato de laboratório Mus musculus, pois ele é usado como modelo de infecção humana por helmintos, para o qual existe um espectro de resistência natural à infecção por parasitas.

## Patogenicidade

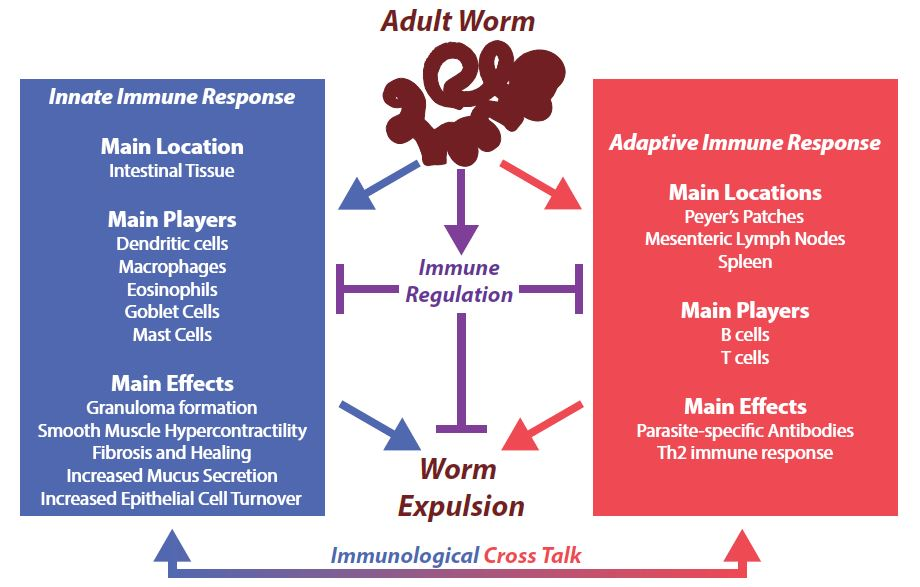
Respostas imunológicas à infecção por H. polyrgyrus.

Após a infecção por H. polygyrus, respostas imunes inatas e adaptativas do hospedeiro são geradas para evitar o estabelecimento do parasita no intestino. Uma forte resposta imune de cicatrização de feridas (tipo Th2) associada à patologia intestinal é montada. Semelhante a outras infecções por lombrigas, a imunidade Th2 se concentra em eliminar o parasita ou confiná-lo para minimizar os danos ao hospedeiro.
O muco secretado pelas células caliciformes do intestino atua como a primeira linha de defesa, portanto, o aumento do número de células caliciformes é uma das principais alterações observadas durante a infecção por H. polygyrus. Os macrófagos são ativados por meio de citocinas Th2 e são importantes para a eliminação do parasita, aumentando a motilidade intestinal e induzindo a fibrose e a cicatrização. Essas células imunológicas também são importantes para a formação de granulomas. Essa é uma resposta defensiva do hospedeiro para prender o parasita e minimizar seus danos ao intestino. Além disso, essas células são importantes para aumentar as contrações da parede intestinal, o que facilita a expulsão do verme. O baço, os linfonodos mesentéricos, as placas de Peyer e os linfócitos da lâmina própria [en] induzem uma forte resposta imune Th2 produzindo diferentes citocinas (Interleucina 3, IL4, IL5, IL9, IL10 e IL13), que são importantes para o controle e a expulsão dos vermes. Essas citocinas ajudam a gerar células efetoras Th2 CD4 necessárias para respostas imunes adaptativas contra o parasita. Além disso, os sinais coestimulatórios via CD80 [en] e CD86 [en] também se mostraram importantes na montagem de uma resposta imune Th2 e na produção de imunoglobulina E (IgE). No braço humoral da imunidade, a IgG1 específica do parasita desempenha um papel maior na proteção durante a infecção, e a IgA demonstrou ter um efeito menor. Não foi demonstrado que IgM e IgE sejam importantes na proteção contra H. polygyrus.
Apesar dessa resposta imunológica, a H. polygyrus é capaz de sequestrar a resposta imune do hospedeiro, atenuando a resposta Th2 gerada contra si mesma, resultando em infecção crônica. Essa regulação imunológica ocorre por meio de uma forte resposta de células T reguladoras provocada no baço e nos linfonodos mesentéricos do hospedeiro, envolvendo principalmente células T reguladoras CD25+ CD103+. Outro fator pode ser a produção do inibidor de liberação de alarmina da H. polygyrus (A0A3P7XL18), uma proteína de domínio Sushi de 26 kDa supressora de IL33, que inibe o processamento de IL33 em sua forma ativa. H. polygyrus também secreta uma molécula que imita o fator de transformação do crescimento beta (TGF-β), denominada Hp-TGM (H. polygyrus TGF-β mímico). Embora a Hp-TGM não tenha homologia estrutural com o TGF-β de mamíferos, ela é capaz de se ligar ao complexo receptor de TGF-β e estimular processos de sinalização a jusante. Esses processos incluem a condução da expressão de FOXP3 [en], o principal fator de transcrição das células T reguladoras. Foi demonstrado que o Hp-TGM induziu populações de células T reguladoras em ratos que aumentaram a estabilidade na presença de inflamação in vivo. O Hp-TGM também pode induzir populações de células T reguladoras humanas a partir de células T CD4+ ingênuas e de memória que eram estáveis na presença de inflamação. Dessa forma, o Hp-TGM apresenta potencial para ser desenvolvido como uma nova terapia para restabelecer a tolerância imunológica em doenças inflamatórias.

## Prevenção e tratamento
Não existem estratégias formais de prevenção para o controle de H. polygyrus, embora o parasita seja suscetível a vários tratamentos medicamentosos. O tratamento de um camundongo infectado com pamoato de pirantel, ivermectina ou outros medicamentos anti-helmínticos ajuda a eliminar a infecção e proporciona imunidade à reinfecção. Além disso, um coquetel de antígenos secretores de excreção de H. polygyrus pode ser coletado e administrado a ratos na presença de alúmen para induzir imunidade esterilizante antes da infecção.